# 华塘街道
华塘街道，是中华人民共和国湖南省湘西土家族苗族自治州龙山县下辖的一个乡镇级行政单位。

## 行政区划
华塘街道下辖以下地区：
皇仓社区、唯一社区、华塘社区、官渡社区、螺蛳滩社区、华新社区、红岩村、繁荣村、留芳村和象鼻村。